# Het boshuis
Het boshuis is een sprookje dat werd verzameld door de gebroeders Grimm voor Kinder- und Hausmärchen en kreeg het volgnummer KHM169. De oorspronkelijke naam is Das Waldhaus.

## Het verhaal
Een houthakker heeft een vrouw en drie dochters. Op een dag vraagt hij zijn vrouw om zijn oudste dochter met eten naar het bos te sturen als hij werkt. Hij zal korrels gierst op het pad strooien, zodat ze niet verdwaalt. De vogels van het veld en bos hebben de korrels al opgepikt en het meisje verdwaalt toch met haar pannetje soep. Het is al nacht en ze ziet een lichtje in het bos. Ze gaat naar binnen en ziet een oude grijze man aan tafel zitten, hij heeft een lange witte baard. Er liggen drie dieren voor de haard, een hennetje, een haantje en een bonte koe. Het meisje vraagt of ze mag blijven slapen en de man vraagt de dieren wat hij moet doen. De dieren antwoorden "Doeks" en het meisje moet een maaltijd maken bij het fornuis. Het meisje eet met de man en vraagt na de maaltijd waar ze slapen kan, waarna de dieren zeggen dat ze dat zelf maar moet uitzoeken.
De oude man stuurt haar naar boven en laat haar de kussens uitschudden, ook moet ze witte lakens op de bedden leggen. Het meisje doet dit en ze valt op één bed in slaap. Als de oude man boven komt, ziet hij dat ze al diep in slaap is. Hij laat haar met het bed door een valluik zakken. 's Avonds komt de houthakker thuis en zegt dat hij de hele dag honger heeft gehad. De volgende dag laat hij zijn tweede dochter eten brengen en hij strooit korrels linzen op het pad. Linzen zijn groter dan gierstkorrels. De bosvogels pikken deze linzen ook op en het tweede meisje verdwaalt ook. Zij komt bij het huisje en de geschiedenis herhaalt zichzelf. Ook zij wordt slapend door het valluik in de kelder getakeld. De derde morgen wordt het jongste kind naar het bos gestuurd met eten. De vader vindt haar braaf en ze zal niet wildebrassen zoals haar zusters. Moeder is bang haar liefste kind te verliezen, want de andere zusjes zijn nog niet teruggekeerd.
Vader stelt moeder gerust, het jongste kind is veel te slim om te verdwalen. Hij neemt erwten mee en strooit deze op het pad, deze zijn nog groter dan linzen. Maar als het meisje met eten naar het bos loopt, hebben de vogels ook de erwten al opgegeten. Als het donker wordt, ziet het meisje een lichtje en komt bij de oude man. Het mannetje vraagt de dieren weer wat hij moet doen, en ze antwoorden weer met "Doeks". Het meisje aait de dieren voor de haard en als ze eten heeft gemaakt, zorgt ze voor de dieren voor ze zelf eet. Ze geeft gerst aan het hennetje en haantje en neemt hooi mee voor de bonte koe. Ook haalt ze een emmer water en daarna eet ze van het voedsel wat de oude man heeft overgelaten. De dieren wensen het meisje een goede nacht en ze schudt de kussens op en legt schone lakens op de bedden.
De oude man gaat in bed liggen en het meisje neemt het andere bed. Om middernacht wordt het meisje wakker, de deur springt open en er is veel lawaai. Er gebeurt verder niks en het meisje valt weer in slaap. De volgende ochtend ziet ze dat ze in een grote zaal ligt, overal zijn gouden bloemen en haar bed is van ivoor. Er staan met parels bezette muiltjes naast het bed en het meisje denkt dat ze droomt. Er komen drie dienaren binnen en ze vragen wat het meisje wil. Het meisje antwoordt dat ze soep zal maken voor de oude man en de dieren wil verzorgen. De oude man is veranderd in een knappe koningszoon, hij was door een heks betoverd. De dienaren waren in dieren veranderd en alleen iemand met een goed hart kon hen verlossen. Het boshuis is 's nachts weer veranderd in het koninklijk paleis en de ouders van het meisje worden gehaald voor het bruiloftsfeest. De twee oudere zussen worden de dag erna naar de kolenbrander in het bos gebracht. Daar moeten ze werken tot ze hun leven hebben gebeterd en ook arme dieren gaan verzorgen.

## Achtergronden
- Het sprookje was opgetekend door germanist Karl Gödeke.
- Een mens omgetoverd als dier komt voor in bijvoorbeeld De kikkerkoning (KHM1), De twaalf broeders (KHM9), Broertje en zusje (KHM11), De drie mannetjes in het bos (KHM13), De drie veren (KHM63), De gauwdief en zijn meester (KHM93), De groente-ezel (KHM122), De ijzeren kachel (KHM127), Het lammetje en het visje (KHM141), Sneeuwwitje en Rozerood (KHM161) en De kristallen bol (KHM197).
- Ook in Hans en Grietje (KHM15) en De roversbruidegom (KHM40) komt een verdwenen spoor voor.
- De oude man laat zijn kussens opkloppen, dit doet denken aan Vrouw Holle (KHM24).
- De proef komt ook voor in De drie mannetjes in het bos (KHM13), Vrouw Holle (KHM24), De witte en de zwarte bruid (KHM135) en de kinderlegende De heilige Jozef in het bos (KHM201).
- De kelder en de kolenbrander zijn symbolen voor de onderwereld.
- Vergelijk ook De oude vrouw in het bos (KHM123).
- Middernacht is het tijdstip waarop vaak griezelige of magische dingen plaatsvinden. Het speelt in de volgende verhalen een rol; in Sprookje van iemand die erop uittrok om te leren griezelen (KHM4) maakt de jongen een vuur, Zusje kan haar kind alleen zien rond middernacht in een versie van Broertje en zusje (KHM11), de reus slaat het bed doormidden in Het dappere snijdertje (KHM20), in Assepoester (KHM21) wordt de betovering verbroken, in De gouden vogel (KHM57) worden appels gestolen, de jongen vindt de reuzen in De volleerde jager (KHM111), de duivels dobbelen in De koningszoon die nergens bang voor was (KHM121), de draak komt thuis in De duivel en zijn grootmoeder (KHM125), het uiterlijk van het meisje verandert in De ganzenhoedster aan de bron (KHM179), de rovers komen thuis in De avonturen van een soldaat, in Het verhaal van Schele Guurte arriveren Berend met de honden en Derk met de beer op kerstavond met de Wilde Jacht.
- Vergelijk De engelen van de seizoenen.